# Matteo Visioli
Matteo Visioli (* 20. července 1966, Parma) je italský římskokatolický kněz a podsekretář Kongregace pro nauku víry.

## Život
Narodil se 20. července 1966 v Parmě.
Na kněze byl vysvěcen 9. května 1992 a byl inkardinován do diecéze Parma.
Roku 1994 získal na Papežské univerzitě Gregoriana licenciát z teologie, roku 1996 licenciát z kanonického práva se zaměřením na právní vědu a roku 1999 doktorát z kanonického práva.
Působil jako biskupský vikář pro světovou církev a farář Collecchio e in S. Martino Sinzano. Byl členem komise pro subjekty a církevní zboží Italské biskupské konference. Dále působil jako předseda Caritas Children Onlus, biskupský vikář pro pastoraci, ředitel a profesor Istituto Interdiocesano Superiore di Scienze Religiose S. Ilario di Poitiers, profesor kanonického práva na univerzitě Gregoriana a poté na Studium Generale Marcianum v Benátkách.
Dne 14. září 2017 jej papež František jmenoval podsekretářem Kongregace pro nauku víry.
Jeho autorem několika vědeckých církevních publikací.